# Claire Monis
Pour les articles homonymes, voir Monis.
Claire Monis, née le 10 février 1922 dans le 10e arrondissement de Paris et morte le 25 octobre 1967 dans le 16e arrondissement de Paris, est une chanteuse, actrice, résistante et déportée française, membre de l’orchestre des femmes d'Auschwitz.

## Biographie

### Famille et enfance
Claire Monis naît le 10 février 1922 dans le 10e arrondissement de Paris. Ses parents, Avroum (alias Albert) Monis, chasseur de théâtre, clarinettiste Klezmer, accordéoniste, et Suzanne Aisenstein, originaires de Russie, ont émigré en France au début du XXe siècle, fuyant les pogroms antisémites en Russie. Ils se sont mariés le 7 mai 1921 dans le 18e arrondissement de Paris et ont obtenu leur naturalisation française en 1928 avec leurs deux filles,. Le couple s’installe comme marchand de meubles avec l’enseigne « Aux Galeries Saint-Maur », qui devient un peu plus tard un magasin d'ébénisterie « Les Meubles Monis ». Claire et sa soeur iront à l'école élémentaire du 16 rue Vicq d'Azir, Paris 10e.

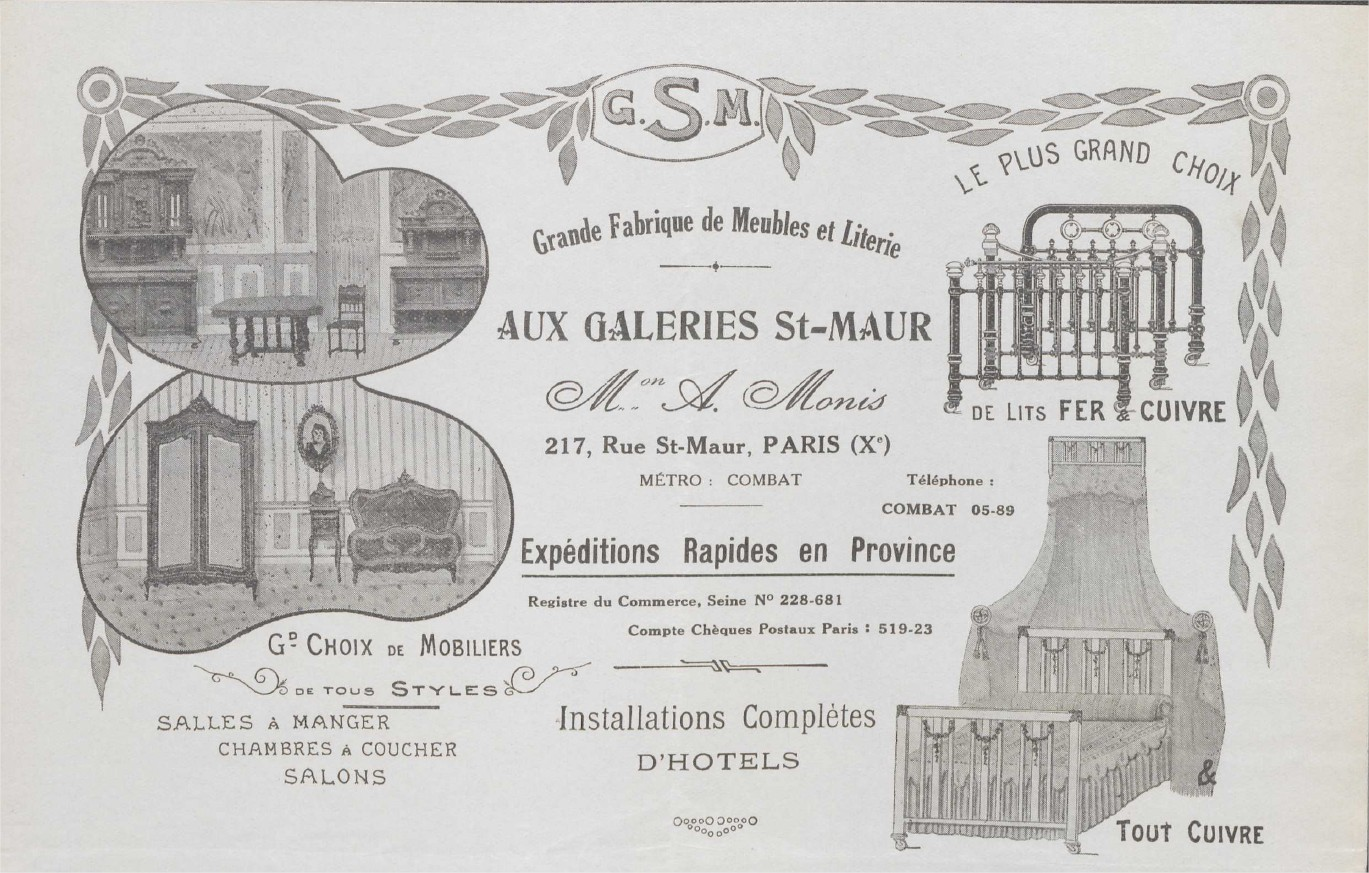
Extrait du papier à en-tête du magasin « Aux Galeries Saint Maur » avec le nom de M. Monis.

### Carrière de chanteuse
En 1938, Claire est lauréate du « music-hall des jeunes », un concours organisé par la fédération des jeunesses communistes de France, ce qui la conduit à participer avec Pierre Dac au gala de la jeunesse.
Elle participe à des concerts radiodiffusés, notamment dans l'émission de Charles Trenet pour la station Radio Cité, avec Élyane Célis et André Perchicot.
Elle chante également au cinéma où elle joue le rôle de « Clarita » dans le film Je chante, comédie musicale réalisée en 1938 par Christian Stengel avec Charles Trenet,,.
Claire Monis chante dans les cabarets parisiens : avec Jacques Pills au cabaret « Chez Elle », à « La Boîte à Sardines » ; qualifiée de « chanteuse swing », elle anime les soirées du cabaret « Au Normandy ». Elle participe, notamment avec Paul Meurisse et Marguerite Gilbert au grand gala d'ouverture du cabaret « À la Cave de la Cloche ». Elle participe aussi au programme du cabaret « L'Écrin », 19 rue Joubert Paris 9e, avec Léo Marjane, Jacqueline Figus et Jean Solar.

### Résistance et déportation

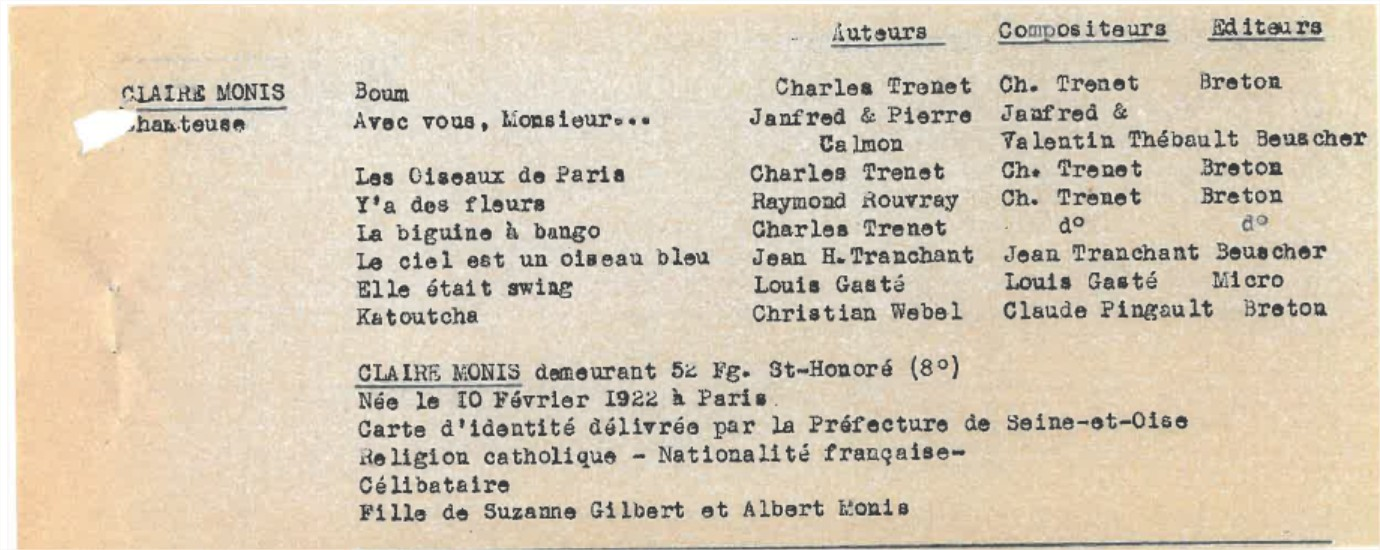
Tour de chant de Claire Monis, 1942, Cabaret L'Écrin.

Claire Monis est résistante dans les Forces françaises libres (FFL) et les Forces françaises combattantes (FFC) au sein du réseau Robin-Buckmaster créé par Jacques Weil et dont elle est la secrétaire. Elle utilise son tour de chant (ordre des chansons et changement de mots) pour informer son réseau.
Elle est arrêtée le 22 juin 1942, 6, place du Combat à Paris et envoyée à la prison de Fresnes, puis internée le 10 septembre 1942 à la citadelle d’Autun dans le département de Saône-et-Loire.
Elle se déclare non juive et essaie vainement d'obtenir un certificat de baptême catholique, mais le nouveau directeur du statut des personnes juives (dépendant du commissariat général aux questions juives), Émile Boutmy (1913-1998), réclame l’acte de naissance de son père, évidemment impossible à fournir. Claire sera classifiée comme « 100 % juive » le 22 décembre 1943,. Elle est envoyée au camp de Drancy où elle laissera 100 francs à la caisse des dépôts et consignation avant d’être déportée à Auschwitz par le convoi n° 66 du 20 janvier 1944. Elle a 21 ans. Elle échappe à l'extermination après avoir été recrutée dans l’orchestre des femmes d'Auschwitz en tant que chanteuse,, dans l’orchestre mené par Alma Rosé. Elle y retrouve d’autres Françaises dont Hélène Rounder et Fanny Ruback qui survivront également. Toutes les survivantes sont transférées le 31 octobre 1944, au camp de Bergen-Belsen, où elles arrivent le 2 novembre 1944. Le camp est libéré le 15 avril 1945 par l'armée britannique. Claire Monis est rapatriée par camion le 17 mai 1945 à Paris. Elle obtient son certificat de la Force Française Combattante avec le grade de lieutenant.

### Après la guerre
Une étude du professeur Susan Eischeid précise les relations entre les survivantes de l'Orchestre, notamment le témoignage tardif de Fania Fenelon, contredit par ceux de Violette Jacquet-Silberstein,,, d’Anita Lasker-Wallfisch ainsi que d'Helena Dunicz-Niwińska.
Claire rencontre Charles-Henri Kahn (1915-1999) en 1945 dans une manifestation gaulliste et l'épouse en 1947 à Paris dans le 8e arrondissement. De ce mariage naissent deux enfants dont Philippe Kahn, en 1952. Ils se séparent en 1957 et le divorce sera prononcé en 1961. Claire élève seule son fils Philippe. Il obtient le statut de pupille de la Nation à la mort de sa mère.
Claire poursuit sa carrière comme violoniste et chanteuse (classique, klezmer et jazz) et reçoit fréquemment ses amis résistants (comme Jacques Weil) et musiciens autour du piano familial. Elle joue avec Luis Mariano en 1948 dans l'opérette Andalousie de Francis Lopez à la Gaîté-Lyrique, et interprète de nouveau le rôle en 1949 et en 1950, à Lyon. Après plusieurs voyages au Canada et aux États-Unis, elle s’oriente ensuite vers la production avec des séries pour la télévision comme L'Inspecteur Leclerc en 1962, puis Les Aventures de Robinson Crusoé en 1964-1965,, le film Trois Chambres à Manhattan de Marcel Carné en 1965 mais aussi Le Golem en 1966 avec Jean Kerchbron. Claire Monis est ensuite productrice à l'ORTF puis à Radio France.

### Mort

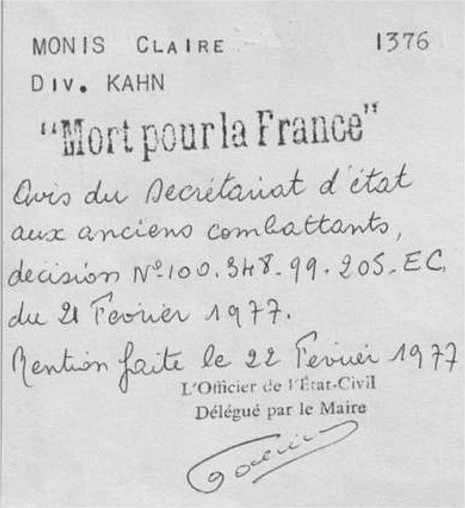
Mention "Mort pour la France" apposée sur l'acte de décès de Claire Monis.

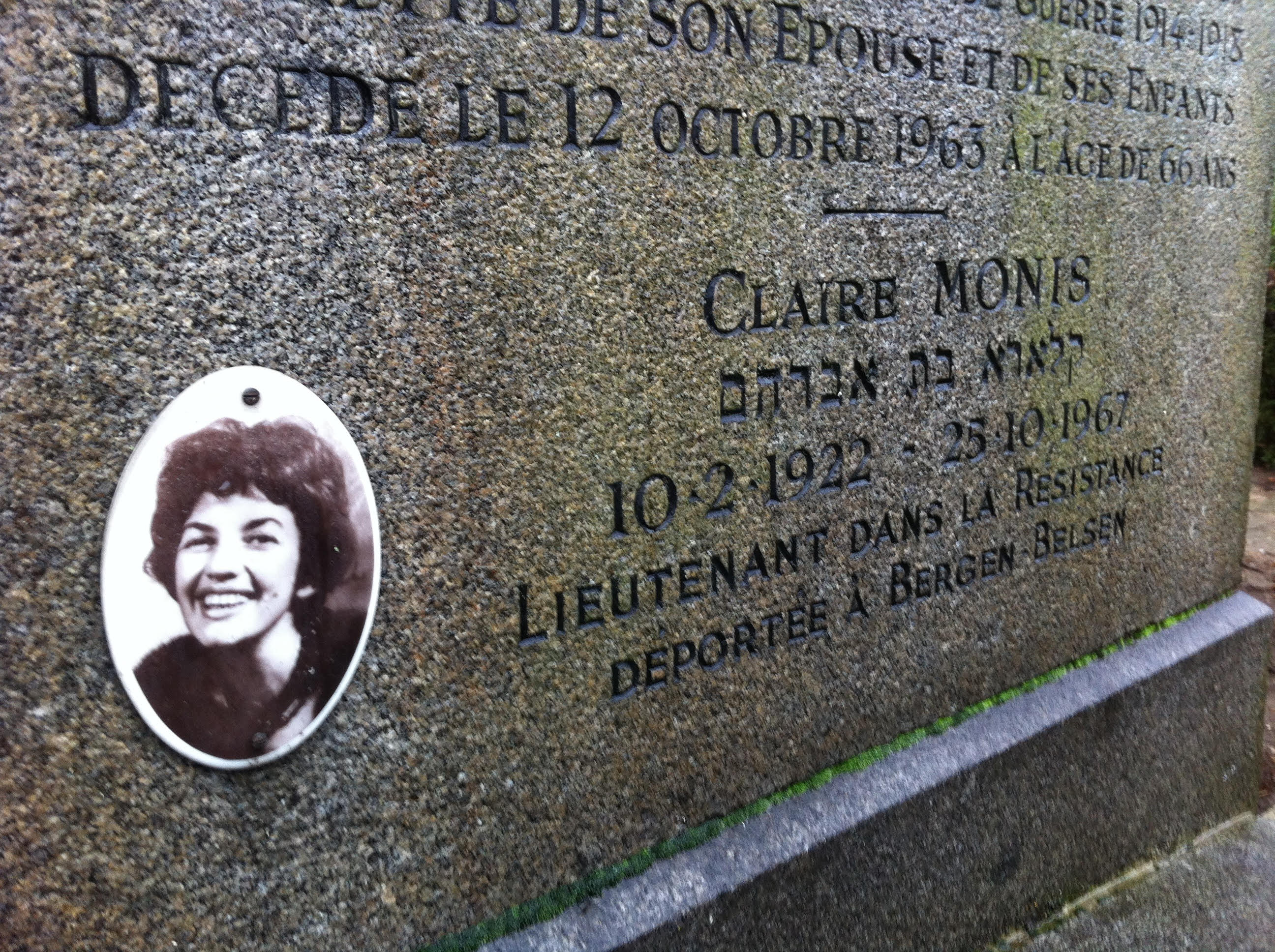
Pierre tombale et épitaphe de Claire Monis.

Claire Monis est renversée par une automobile devant le magasin de ses parents au 11 rue du Faubourg du Temple. Elle meurt quelques jours plus tard des suites de cet accident, le 25 octobre 1967, à son domicile dans le 16e arrondissement de Paris. Elle est inhumée le 27 octobre 1967 au cimetière parisien de Bagneux. La mention « Mort pour la France » est apposée sur l’acte de décès en 1977,.

## Pour approfondir